# Акамацу Мицусукэ (старший)
Акамацу Мицусукэ (яп. 赤松満佑, あかまつみつすけ, 1381 (1373) — 25 сентября 1441) — японский самурайский полководец, сюго-даймё середины периода Муромати. Глава рода Акамацу.

## Краткие сведения
Мицусукэ был вторым сыном Акамацу Ёсинори, правнуком Акамацу Норимуры. После смерти отца в 1427 году он перенял председательство в роду Акамацу, стал военным губернатором трёх провинций — Харимы, Бидзэна и Мимасаки, а также унаследовал начальствование в столичном правительственном ведомстве самурай-докоро.
После того как Мицусукэ стал главой рода Акамацу, тогдашний сёгун Асикага Ёсимоти конфисковал у него провинцию Харима под свой контроль. Он собирался посадить туда наместником своего любовника-фаворита Акамацу Мотисаду. Последний был дальним родственником Мицусукэ, правнуком Норимуры и внуком его второго сына Саданори. В качестве протеста, председатель Акамацу отправился со столичного ведомства в свои владения в Хариме, где начал собирать войска. Сёгун, подозревая его в подготовке бунта, решил забрать и остальные его земли — Бидзэн и Мимасаку. Однако конфликт был устранён при посредничестве сёгунского советника Хатакэямы Мицуиэ: фаворита сёгуна обвинили в тайных отношениях с другим партнёром и неверности своему сюзерену, благодаря чему Мицусукэ получил все владения обратно.
В 1429 году к власти пришёл новый сёгун Асикага Ёсинори. Начались распространяться слухи, что он заберёт у Мицусукэ провинции Харима, Бидзэн и Мимасаку, лишив его должностей военного губернатора, и передаст их Акамацу Садамури, племяннику любовника предыдущего сёгуна. Эта молва совпала с конфискацией центральным правительством земель младшего брата Мицусукэ, Акамацу Мицумасы, который впал в немилость Ёсинори.
Из-за постоянных притеснений столичных властей, глава рода Акамацу решил поднять восстание. 12 июля 1441 года Мицусукэ вместе со своим сыном Нориясу пригласили сёгуна Асикагу Ёсинори в собственную усадьбу на улице нидзё в Киото. Во время банкета они зарезали его.
Началась краткосрочная война года Какицу, которая закончилась поражением Акамацу. Будучи окружёнными правительственными войсками Яманы Мотитоё в своём замке Кинояма, 25 сентября 1441 года Мицусукэ и его родня покончили жизнь самоубийством.
Лидерство в роде Акамацу перешло к Масанори, потомку Норисукэ-младшего, третьему сыну Норимуры.